# Xã Oldfield, Quận Christian, Missouri
Xã Oldfield (tiếng Anh: Oldfield Township) là một xã thuộc quận Christian, tiểu bang Missouri, Hoa Kỳ. Năm 2010, dân số của xã này là 514 người.